# Le Frotteur

Le Frotteur est un film français réalisé par Alice Guy en 1907.

## Synopsis
Un cireur de parquet met tant d’ardeur à l’ouvrage que des gravats tombent du plafond dans la salle à manger de l’appartement situé dessous.

N’y tenant plus, les occupants des lieux hèlent un policier par la fenêtre et tout le monde se rend à l’étage. Mais rien n’y fait, emporté par sa tâche, le frotteur frotte de plus en plus fort, ne tardant pas à provoquer l’effondrement du plancher à travers lequel passent tous les héros de l’histoire. Le plancher suivant cède à son tour : la dégringolade se termine sur le lit d’un dormeur qui, la dernière chute passée, croit vivre un moment agité de son rêve et se couche à nouveau comme si de rien n’était.

## Analyse
Ce film inaugure une série de films comiques basés sur l’outrance et la destruction et qui participeront en partie au succès de la maison Gaumont.

## Fiche technique
- Titre : Le Frotteur
- Réalisation : Alice Guy
- Société de production : Société L. Gaumont et compagnie
- Pays de production :  France
- Genre :  Burlesque
- Durée : 4 minutes
- Date de sortie : 1907
- Licence : Domaine public

## Autour du film
Le film est tourné en studio.